# Michiel de Ruyter
Michel Adriaenszoon de Ruyter (Flessinga, 24 marzo 1607 – Siracusa, 29 aprile 1676) è stato un ammiraglio olandese.
Ampiamente celebrato e considerato uno dei più abili ammiragli della storia olandese, De Ruyter è probabilmente il più famoso per i suoi successi con la Marina olandese durante le guerre anglo-olandesi. Ha combattuto le forze inglesi e francesi e ha segnato diverse vittorie. Il raid sul Medway è il più famoso tra queste.

## Biografia
Era figlio di Adriaen Michielszoon de Ruyter, originario della provincia Zelanda che faceva consegne di fusti di birra ed era innamorato di Aagje Jansdochter, una giovinetta di origini contadine.
De Ruyter nel 1622 entrò nel corpo di moschettieri olandese comandato da Maurizio di Nassau e combatté contro gli invasori spagnoli. Successivamente comprò una nave chiamata "Den Graeuwen Heynst", divenendo un privato commerciante sulla costa barbaresca e nelle Indie Orientali.
Dal 1633 al 1635 fu ingaggiato dall'esploratore e mercante Jan Jacobs May van Schellinkhout e dal cartografo Joris Carolus della Noordsche Compagnie per visitare e colonizzare l'isola di Jan Mayen sul vascello "Groene Leeuw", il "Leone verde".

## Carriera militare
Durante la guerra franco-olandese, nel 1637, arruolato come ufficiale superiore nella Marina militare olandese, diresse il raid di Dunkerque. Nel 1641 una flotta franco-spagnola mosse guerra al Portogallo, dove Giovanni IV, duca di Braganza, aveva sollevato un'insurrezione generale contro il giogo spagnolo; essa sarebbe terminata con la liberazione del Portogallo e la venuta di Giovanni IV al trono; trovandosi però in difficoltà i portoghesi, la flotta olandese comandata da Michel de Ruyter sconfisse i franco-spagnoli a capo San Vincenzo.
Durante la prima guerra anglo-olandese fu promosso viceammiraglio e sconfisse gli inglesi di sir George Ayscue nella battaglia di Plymouth il 26 agosto 1652. Sotto Maarten Tromp partecipò alle battaglie di Kentish Knock e Gabbard.

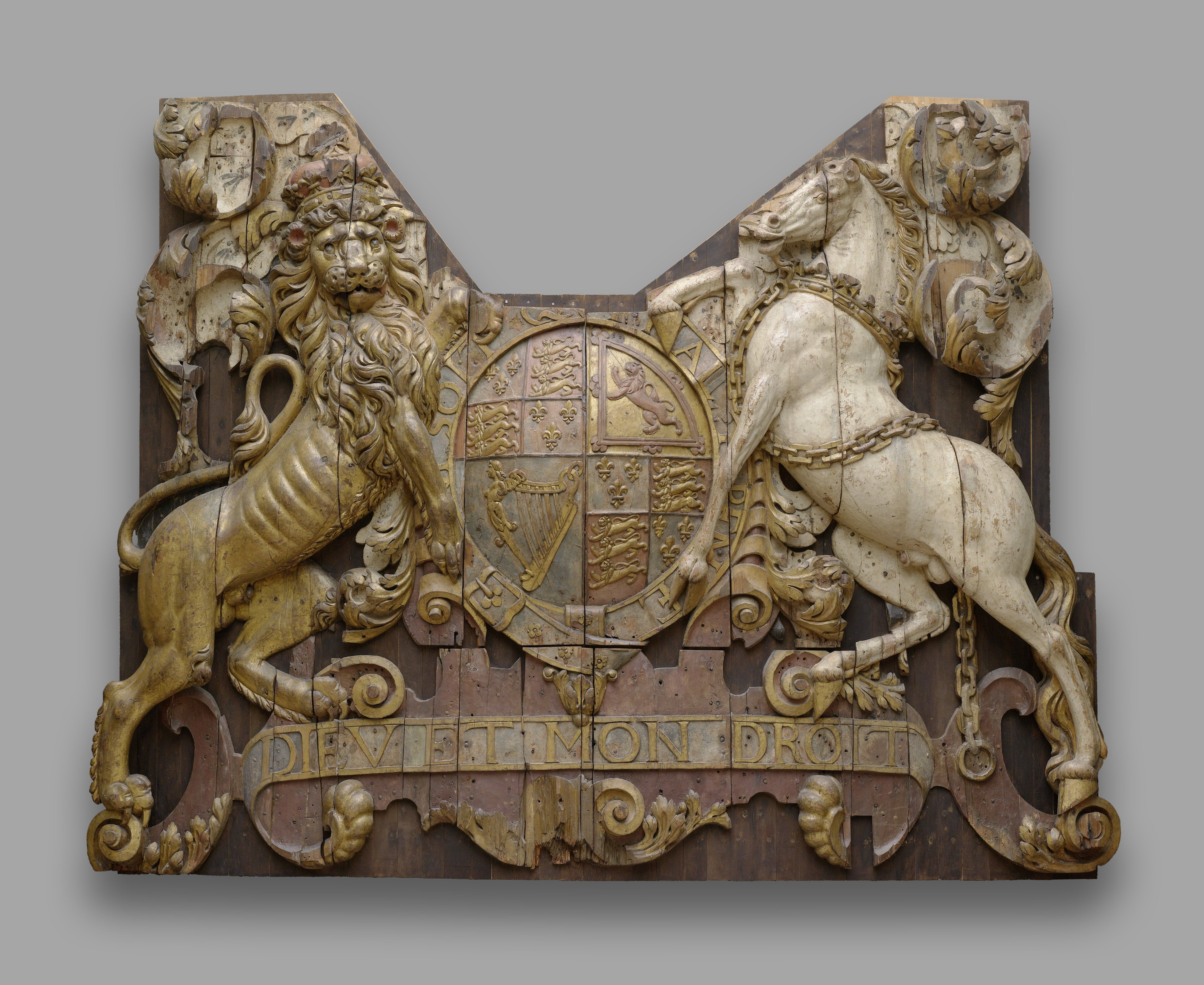
Stemma inglese presente un tempo sulla poppa della Royal Charles, conservato oggi nel Rijksmuseum di Amsterdam

Morto Tromp nella battaglia di Scheveningen (31 luglio 1653), tra gli ammiragli olandesi sorse una disputa su chi dovesse cadere la scelta di nuovo comandante della marina olandese. De Ruyter declinò un'offerta enfatica del Gran pensionario Johan de Witt per il comando supremo perché si considerava "inadatto" e temeva anche che lo avrebbe messo in conflitto con altri ammiragli, che avevano più anzianità. La carica venne infine assegnata a van Wassenaer Obdam e de Ruyter ricevette in premio il grado di commodoro.
Durante la seconda guerra anglo-olandese de Ruyter vinse la battaglia dei quattro giorni (giugno 1666) contro la flotta di George Monck, ma perse la battaglia del giorno di San Giacomo. Nuova vittoria olandese conseguita da de Ruyter nel 1667 fu il raid di Medway, durante il quale Willem Joseph van Ghent, nuova stella della marina olandese, catturò l'ammiraglia inglese HMS Royal Charles. Questa nave fu rimorchiata nei Paesi Bassi e tenuta come trofeo di guerra.
De Ruyter combatté anche la terza guerra anglo-olandese: vinse la battaglia di Solebay (7 giugno 1672), le due battaglie di Schoneveld (7 giugno e 14 giugno 1673) e la battaglia di Texel, impedendo così alle truppe anglo-francesi di sbarcare in Olanda.
Nel frattempo, nel 1672, la situazione politica interna del Paese, era cambiata. Il Gran pensionario Johan de Witt era stato letteralmente massacrato a “furor di popolo”; il suo posto era stato preso da Guglielmo III d'Orange nominato Statolder dei Paesi Bassi. De Ruyter, nonostante le vittorie conseguite e la fama popolare di cui godeva, fu sospettato di congiurare contro il nuovo governo orangista.
 
In quel periodo si era formata una precaria alleanza tra Spagna e Olanda per contrastare la troppo potente Francia. La flotta spagnola si stava confrontando nel Mediterraneo con la flotta francese, per il possesso della città di Messina.
Nel 1675, De Ruyter fu inviato al comando di una flotta piccola e male equipaggiata, in rinforzo agli spagnoli, nella speranza che "non" tornasse da una missione impossibile in quelle condizioni. 

La prima battaglia che condusse contro la flotta francese dell'ammiraglio Abraham Duquesne, fu la battaglia di Alicudi (1676), che si concluse senza alcuna vittoria da nessuna delle parti.
Nella seguente battaglia d'Agosta, nella baia di Siracusa, de Ruyter fu ferito mortalmente da una scheggia vagante, provocata da una palla di cannone. Riportato in patria, venne sepolto con grandi onori nella Nieuwe Kerk di Amsterdam.

## Filmografia

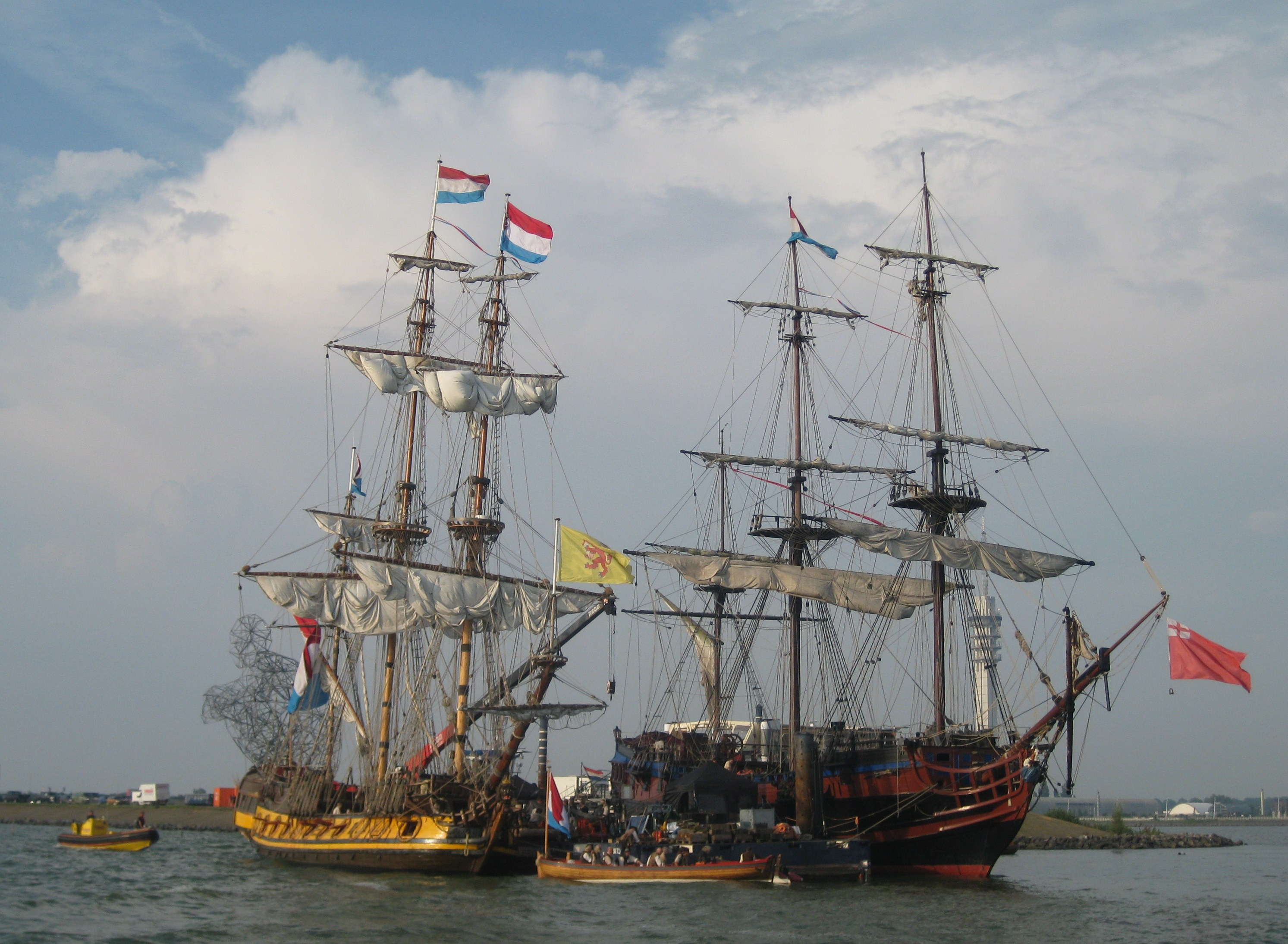
Set del film Armada

Il contesto storico e parte della vita dell'ammiraglio è stata rappresentata nel film olandese Armada - Sfida al confine del mare (2015).